# 内尔利马里亚
内尔利马里亚（Nellimaria），是印度安得拉邦Vizianagaram县的一个城镇。总人口19352（2001年）。

## 人口
该地2001年总人口19352人，其中男性9325人，女性10027人；0—6岁人口1600人，其中男778人，女822人；识字率61.69%，其中男性为69.79%，女性为54.15%。